# 하이브로우
하이브로우는 대한민국의 음악 그룹이다. 2015년 디지털 싱글 앨범 [EASTIST]로 데뷔했다.

## 학력
- 버클리 음악 대학

## 방송
- 메이드 인 유 (2012) - Top50

## 음반
- EASTIST (2015)
- High Up (2015)